# Česko na Mistrovství světa v atletice 2019
17. mistrovství světa v atletice se konalo od 28. září do 6. října 2019 v Dauhá v Kataru.
Čeští reprezentanti na šampionátu nezískali žádnou medaili (poprvé od roku 1993), nejlepším umístěním byla pátá místa Hejnové v běhu na 400 metrů překážek a Vadlejcha v oštěpu.
Český atletický svaz 12. září 2019 nominoval celkem 23 atletek a atletů. Následně díky pozvánce od IAAF byla nominace rozšířena o dvě místa. Na světovém šampionátu si zazávodí také běžkyně Diana Mezuliáníková a diskařka Eliška Staňková.
Seznam závodníků startujících na mistrovství světa v Dauhá
Muži:
- Jakub Holuša (1500 m) - v rozběhu 3:39,79, nepostoupil do semifinále
- Filip Sasínek (1500 m) - v rozběhu 3:38,17, nepostoupil do semifinále
- Tomáš Staněk (koule) - 10. místo 20,79 m
- Jakub Vadlejch (oštěp) - 5. místo 82,19 m
- Vítězslav Veselý (oštěp) - pro zranění nenastoupil do kvalifikace
- Michal Desenský (4 × 400 m, 4 × 400 m mix) - mužská štafeta 11. místo  3:02.97, mix štafeta v rozběhu dosáhla 15. času 3:18,01 a nepostoupila do finále
- Filip Ličman (4 × 400 m) - 11. místo  3:02.97
- Vít Müller (4 × 400 m) - 11. místo  3:02.97
- Patrik Šorm (4 × 400 m, 4 × 400 m mix) - smíšená štafeta v rozběhu dosáhla 15. času 3:18,01 a nepostoupila do finále
- Jan Tesař (4 × 400 m, 4 × 400 m mix) - smíšená štafeta v rozběhu dosáhla 15. času 3:18,01 a nepostoupila do finále

Ženy:
- Lada Vondrová (400 m, 4 × 400 m mix) - na 400 metrů postoupila do semifinále, kde zaběhla 52,25; štafeta v rozběhu dosáhla 15. času 3:18,01 a nepostoupila do finále
- Kristiina Mäki (1500 m) - v rozběhu si vytvořila osobní rekord 4:06,61, v semifinále zaběhla čas 4:17,65 a nepostoupila do finále
- Zuzana Hejnová (400 m př.) - 5. místo, 54,23[3]
- Marcela Joglová (maraton) - doběhla 20. v čase 2:52:22
- Romana Maláčová (tyč) - v kvalifikaci 435 cm, nepostoupila do finále
- Kateřina Šafránková (kladivo) - v kvalifikaci 65,46 m, nepostoupila do finále
- Nikola Ogrodníková (oštěp) - 11. místo 57,24 m
- Irena Šedivá (oštěp) - 12. místo 55,86 m
- Barbora Špotáková (oštěp)- 9. místo 59,87 m
- Kateřina Cachová (sedmiboj) )- 16. místo 5987 bodů
- Anežka Drahotová (20 km chůze)- 19. místo 1:38:29[4]
- Martina Hofmanová (4 × 400 m mix) - v rozběhu nestartovala
- Tereza Petržilková (4 × 400 m mix) - štafeta v rozběhu dosáhla 15. času 3:18,01 a nepostoupila do finále
- Diana Mezuliáníková (800 m) - v rozběhu 2:03,48, nepostoupila do semifinále[5]
- Eliška Staňková (disk) -  v kvalifikaci 58,98 m, nepostoupila do finále